# Baptiste Serin
Pour les articles homonymes, voir Serin (homonymie).

a Compétitions nationales et continentales officielles uniquement.

b Matchs officiels uniquement.
Dernière mise à jour le 16 juillet 2024.
Baptiste Serin, né le 20 juin 1994 à La Teste-de-Buch (Gironde), est un joueur international français de rugby à XV évoluant au poste de demi de mêlée au RC Toulon depuis 2019.
En équipe nationale, il remporte le Tournoi des Six Nations des moins de 20 ans (Grand Chelem) en 2014 et en club avec le RC Toulon la Challenge Cup en 2023.

## Biographie

### Premiers pas en junior
Natif de La Teste-de-Buch (Gironde), Baptiste Serin dont le père, Philippe, a joué au rugby à l'Union sportive dacquoise, commence la pratique du rugby à XV avec le Parentis Sport Rugby, club de Parentis-en-Born, avec lequel il évolue pendant douze saisons. En 2009, il intègre les équipes de jeunes du CA Bordeaux Bègles, « car le projet l'intéressait plus » chez le club girondin plutôt que chez les autres clubs landais.

### Premières années professionnelles (2012-2015)
Baptiste Serin dispute son premier match avec l'équipe professionnelle de l'Union Bordeaux Bègles le 13 octobre 2012 en Challenge européen, contre les London Irish, lors d'une défaite à domicile sur le score de 16 à 43. Lors de cette saison, il obtient quatre participations à des rencontres de Top 14 et cinq matchs en Challenge européen où il inscrit une transformation.
Durant cette saison, Baptiste Serin participe au Tournoi des Six Nations des moins de 20 ans lors de l'édition 2013 où il participe aux cinq rencontres, quatre titularisations, et où il inscrit seize points, quatre pénalités et deux transformations. Plus tard, lors de la même année, il dispute le championnat du monde de cette catégorie d'âge, cette sixième édition se déroulant en France. Il dispute cinq rencontres, inscrivant un essai contre les Baby Boks, lors du premier tour. Toutefois, avec deux défaites, contre ces derniers et les futurs champion du monde anglais, la France est éliminée de la course au titre, terminant finalement cinquième après des victoires face à l'Irlande et l'Argentine. Sur cette compétition, il est titulaire à deux reprises et inscrit 22 points.
L'année suivante, il retrouve de nouveau cette équipe de France, disputant les cinq matchs du tournoi où la France réalise le grand chelem. Il obtient quatre titularisations et inscrit 44 points, dix pénalités et sept transformations. Lors du championnat du monde, La France subit deux défaites lors de la phase de poule, face à l'Irlande et le pays de Galles, puis bat ce même adversaire en tour de classement avant de s'incliner face à l'Australie pour terminer à la sixième place. Baptiste Serin dispute quatre rencontres, toutes en tant que titulaire, et inscrit 24 points, quatre pénalités et six transformations. Avec son club, il dispute deux matchs de Top 14 et trois matchs en Challenge européen.
Lors de sa troisième saison, il dispute six rencontres et inscrit dix points, deux essais en Challenge européen. Il est désigné capitaine lors de certains matchs de cette compétition, notamment Édimbourg. En Top 14, il participe à 19 rencontres et inscrit 19 points. Son club terminant septième du championnat de France, il dispute également en fin de saison un autre match européen, un match de barrage pour l'obtention d'une place en coupe d'Europe 2015-2016. Bègles s'impose 23 à 22 face au club anglais de Gloucester.

### Titulaire à Bordeaux et débuts en équipe de France (2015-2019)
Lors de la saison 2015-2016, il  devient un titulaire important, profitant de la blessure, entorse du genou, de Heini Adams, le titulaire du poste de demi de mêlée lors des saisons précédentes. Il profite également de la blessure de Pierre Bernard pour se voir confier le rôle de buteur. En top 14, il obtient seize titularisations sur les vingt-deux rencontres qu'il dispute, inscrivant 94 points dont trois essais. Il dispute également cinq rencontres de coupe d'Europe, inscrivant neuf points.
En janvier 2016, le sélectionneur Guy Novès l'appelle pour un stage préparatoire au Tournoi des Six Nations 2016, pour pallier le forfait de Morgan Parra. Sa bonne saison est reconnue, les internautes de rugbyrama le désignant meilleur demi de mêlée de la saison 2016 du Top 14.
Il fait partie du premier groupe de joueurs, dix-sept, à être sélectionnés pour la tournée de l'équipe de France de juin 2016 en Argentine. Il est retenu par Guy Novès pour former la charnière avec Jules Plisson lors du premier test face aux Pumas. Malgré une défaite sur le score de 30 à 19, sa prestation est jugée étonnante « de justesse et de fluidité » par le journal L'Équipe. Il est confirmé au poste de titulaire pour le deuxième test. Se voyant confier la responsabilité des coups de pied, il inscrit les premiers points du match sur une pénalité, puis perce sur le bord de touche pour offrir un essai à Hugo Bonneval, essai qu'il transforme. En deuxième mi-temps, il inscrit une nouvelle pénalité, puis transforme deux essais, la France s'imposant sur le score 27 à 0.
En juillet, il figure dans la liste « Élite » du XV de France,. Depuis l'été 2016, il s'assure les services de Dimitri Yachvili en tant qu'entraîneur personnel. L'ancien demi de mêlée international intervient régulièrement auprès de lui pour travailler le jeu au pied et la technique individuelle,.
En 2017, il est retenu par Guy Novès pour former la charnière avec Camille Lopez lors du Tournoi des VI Nations 2017. Il est titularisé, avec Lopez, pour les cinq matchs du tournoi. C'est la première fois que la charnière du XV de France est reconduite pour les cinq matchs du tournoi depuis 2010.

### Transfert au RC Toulon (depuis 2019)

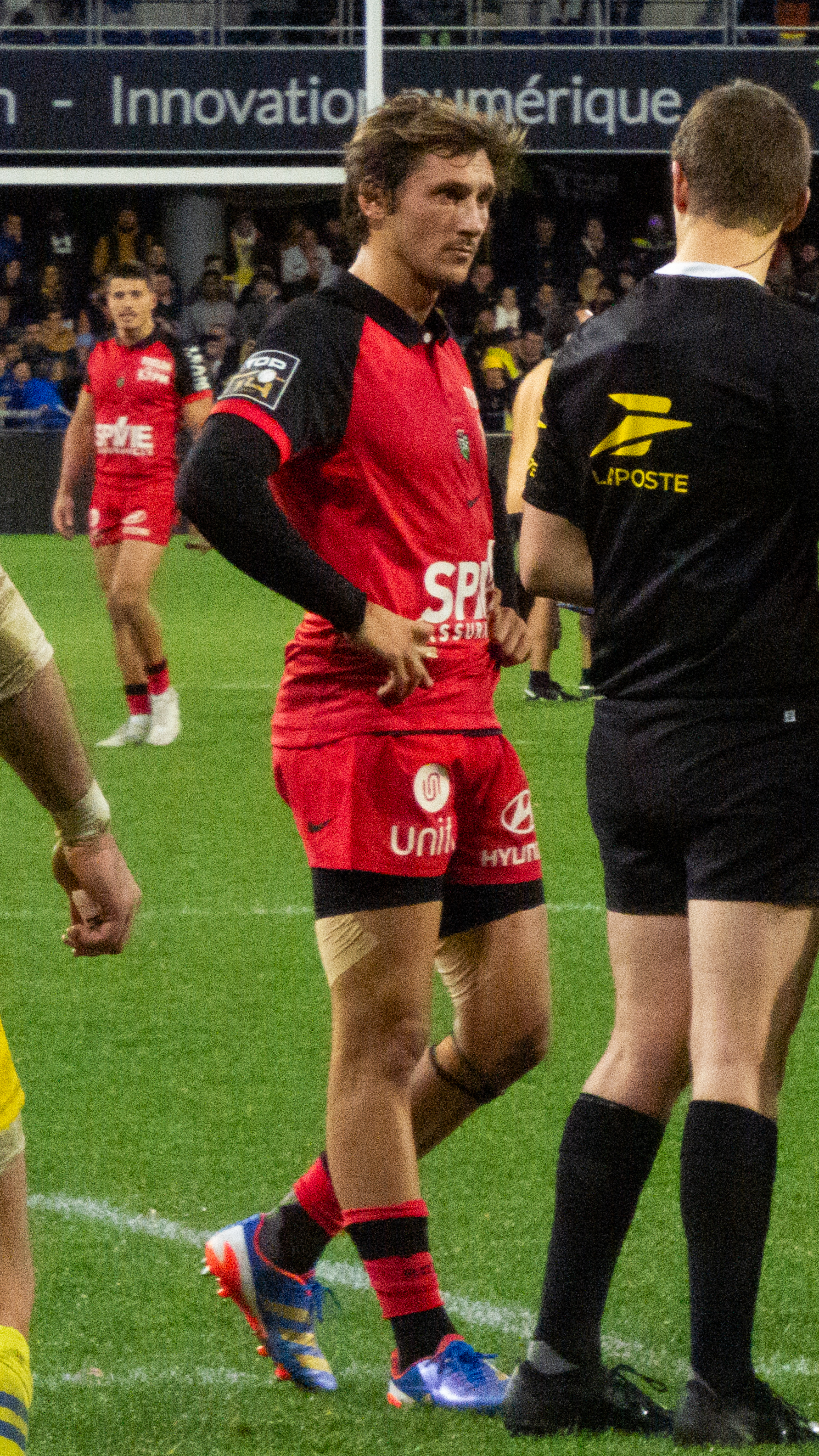
Baptiste Serin sous le maillot toulonnais, lors de la saison 2023-2024.

En novembre 2018, il s'engage avec le RC Toulon pour trois années à compter de la saison 2019-2020.
Le 2 octobre 2019, il dispute son premier match en Coupe du monde au cours duquel il inscrit un essai.
Il se voit attribuer de manière éphémère le brassard de capitaine du XV de France, dans le cadre de la rencontre de Coupe d'automne des nations contre l'Italie disputée le 28 novembre 2020.
Durant la saison 2022-2023, son équipe atteint la finale de la Challenge Cup où elle affronte les Glasgow Warriors. Pour cette rencontre, il est titulaire inscrivant deux essais, permettant aux siens de l'emporter sur le score de 43 à 19,. À l'issue de cette saison, il est nommé pour l'Oscar d'Or aux Oscars du Midi olympique, récompensant le meilleur joueur français de la saison. Il est aussi sélectionné dans une liste de 42 joueurs pour préparer la Coupe du monde 2023,,. Serin est alors en concurrence pour la place de troisième demi de mêlée avec Baptiste Couilloud derrière Antoine Dupont et Maxime Lucu. Le 21 août, Serin est absent de la liste des 33 joueurs appelés pour la Coupe du monde, Couilloud lui étant préféré.
En décembre 2023, il subit une luxation à l'épaule droite lors d'un match de Champions Cup contre les Exeter Chiefs (18-19). Le RC Toulon annonce une absence du joueur estimée à quatre mois, ce qui empêche une éventuelle convocation pour le Tournoi des Six Nations 2024.
À l'issue de la saison 2023-2024, au mois de juin, il est retenu en équipe de France dans une liste de trente-deux joueurs pour préparer la tournée d'été en Argentine. Cette liste est marquée par l'absence des cadres habituels et la présence de nombreux joueurs sans sélections. Il est capitaine lors du premier match victorieux contre l'Argentine (13-28) et inscrit un essai.
Malgré d'excellentes performances en club avec le RC Toulon lors de la mi-saison 2024-2025, il n'est pas retenu dans la liste des 42 joueurs pour le Tournoi des Six Nations 2025, le sélectionneur Fabien Galthié lui préférant Maxime Lucu et Nolann Le Garrec comme doublons d'Antoine Dupont au poste de numéro 9,. Le 9 mars 2025, à la suite de la blessure au genou d'Antoine Dupont lors du match opposant le XV de France à l'Irlande, il est finalement appelé par le staff de l'équipe de France en tant que remplaçant pour préparer le dernier match du Tournoi des Six Nations face à l’Écosse.

## Vie privée
Il devient papa avec sa compagne d'un petit garçon né début janvier 2025.

## Statistiques
| Année | Compétition    | Matchs | Points | Essais | Transf. | Drops | Pénal. |
| ----- | -------------- | ------ | ------ | ------ | ------- | ----- | ------ |
| 2016  | Test match     | 2      | 12     | -      | 3       | -     | 2      |
| 2017  | Six Nations    | 5      | -      | -      | -       | -     | -      |
| 2017  | Test matchs    | 6      | 19     | 1      | 4       | -     | 2      |
| 2018  | Six Nations    | 1      | 6      | -      | -       | -     | 2      |
| 2018  | Test matchs    | 6      | 10     | 2      | -       | -     | -      |
| 2019  | Six Nations    | 4      | 6      | -      | 3       | -     | -      |
| 2019  | Test matchs    | 3      | 30     | -      | 6       | -     | 6      |
| 2019  | Coupe du monde | 3      | 5      | 1      | -       | -     | -      |
| 2020  | Six Nations    | 4      | 5      | 1      | -       | -     | -      |
| 2020  | Test matchs    | 3      | -      | -      | -       | -     | -      |
| 2021  | Six Nations    | 3      | -      | -      | -       | -     | -      |
| 2021  | Test matchs    | 2      | 5      | 1      | -       | -     | -      |
| 2023  | Test match     | 2      | -      | -      | -       | -     | -      |
| 2024  | Test match     | 2      | 10     | 2      | -       | -     | -      |
| Total | Total          | 46     | 108    | 8      | 16      | -     | 12     |

## Palmarès

### En club
- RC Toulon
  - Finaliste du Challenge européen en 2020 et 2022
  - Vainqueur de la Challenge Cup en 2023

### En équipe nationale
- France -20
  - Vainqueur du Tournoi des Six Nations des moins de 20 ans en 2014 (Grand Chelem)

#### Tournoi des Six Nations
| Édition          | Rang | Résultats France | Résultats Serin | Matchs Serin |
| ---------------- | ---- | ---------------- | --------------- | ------------ |
| Six Nations 2017 | 3    | 3 v, 0 n, 2 d    | 3 v, 0 n, 2 d   | 5/5          |
| Six Nations 2018 | 4    | 2 v, 0 n, 3 d    | 0 v, 0 n, 1 d   | 1/5          |
| Six Nations 2019 | 4    | 2 v, 0 n, 3 d    | 2 v, 0 n, 2 d   | 4/5          |
| Six Nations 2020 | 2    | 4 v, 0 n, 1 d    | 2 v, 0 n, 1 d   | 3/5          |
| Six Nations 2021 | 2    | 3 v, 0 n, 2 d    | 2 v, 0 n, 1 d   | 3/5          |

#### Coupe du monde
| Édition    | Rang               | Résultats France | Résultats Serin | Matchs Serin |
| ---------- | ------------------ | ---------------- | --------------- | ------------ |
| Japon 2019 | Quart de finaliste | 3 v, 0 n, 1 d    | 2 v, 0 n, 1 d   | 3/4          |

### Distinctions personnelles
- Nuit du rugby 2016 : Meilleure révélation pour la saison 2015-2016[38]
- Oscars du Midi olympique :  Oscar de bronze 2016[39]